# Liste de minéralogistes
Cette page dresse une liste de minéralogistes classés par ordre alphabétique.
- Haut – A
- B
- C
- D
- E
- F
- G
- H
- I
- J
- K
- L
- M
- N
- O
- P
- Q
- R
- S
- T
- U
- V
- W
- X
- Y
- Z

## A
- Stuart Olof Agrell (en) (1913–1996)
- Georgius Agricola (1494–1555)
- Henri Agrinier (1928–1971)
- Thomas Allan (1777–1833)
- Dolors Altaba (1934-)
- Charles Alfred Anderson (1902–1990)
- José Bonifácio de Andrada e Silva (1763–1838)
- Marcelo B. Andrade
- H. Gary Ansell
- Thomas Armbruster (1950–)
- F. Samime Artüz (1925–1982)
- Daniel Atencio

## B
- Pierre Bariand (1933–)
- Larisa Nikolaevna Belova (1923–1998)
- Marcel Alexandre Bertrand (1847–1907)
- Jöns Jacob Berzelius (Berzélius) (1779–1848)
- Johannes Martin Bijvoet (1892–1980)
- Valère Billiet (1903–1945)
- Luca Bindi (1971–)
- William D. Birch (1949–)
- Norbert Blaton (1945–)
- Jean Blavier (1764–1828)
- Anselmus Boëtius de Boodt (1550–1632)
- Ignaz von Born (1742–1791)
- Nikolay S. Bortnikov (1946–)
- Jacques Louis de Bournon (1751–1825)
- Giovanni Battista Brocchi (1772–1826)
- André Brochant de Villiers (1772–1840)
- Waldemar Christofer Brøgger (1851–1940)
- Alexandre Brongniart (1770–1847)
- Henry-James Brooke (1771–1857)
- Archibald Bruce (en) (1777–1818)
- Ernst Alexander Julius Burke (1943–)
- Peter Carman Burns (1966–)
- Henri Buttgenbach (1874–1965)
- Richard Büttner (en) (1858–1927)

## C
- Louis J. Cabri (en) (1934–)
- Fernando Cámara
- Jiry Cejka (1929–)
- Fabien Cesbron (1938–) - Voir Cesbronite (en)
- Alexandre-Émile Béguyer de Chancourtois (1820–1886)
- George Y. Chao
- Jean de Charpentier (1786–1855)
- Andrei Andreevich Chernikov (1927–2013)
- Albert Huntington Chester (1843–1903)
- Curzo Cipriani (1927–)
- Andrew M. Clark
- Louis Cordier (1777–1861)
- Francis Coune (?–?)
- José Moacyr Vianna Coutinho (1924–)
- Alan J. Criddle
- Hubert Curien (1924–2005)

## D
- James Dwight Dana (1813–1895)
- Michel Deliens (1939–)
- Louis Depuch (1774–1803)
- Alfred Des Cloizeaux (1817–1897)
- Gabor Dessau (1907–1983)
- Armand Dufrénoy (1792–1857)
- Pete J. Dunn

## E
- Thomas Egleston (en) (1832–1897)
- George Letchworth English (1864–1944)
- T. Scott Ercit (1957–)
- Andreas Ertl (1965–)
- Jens Esmark (1763–1839)

## F
- James A. Ferraiolo
- Walter Frederick Ferrier (en) (1865–1950)
- Alexandre Fersman (1883–1945)
- Michael Fleischer (1908–1998)
- François Fontane (1942–)
- Albert Edward Foote (1846–1895)
- Charles Friedel (1832–1899)
- Clifford Frondel (de) (1907–2002)
- Johann Nepomuk von Fuchs (en) (1774–1856)

## G
- Robert I. Gait
- Robert A. Gault
- Herman Goethals
- Johann Wolfgang von Goethe (1749–1832)
- Julian Goldsmith (1918–1999)
- Samuel G. Gordon
- Carlo M. Gramaccioli (1935–)
- Déodat Gratet de Dolomieu (1750-1801)
- James Gregory (en) (1832–1899)
- Joel D. Grice
- Jean-Étienne Guettard (1715–1786)
- Claude Guillemin (1923–1994)

## H
- Wilhelm Karl Ritter von Haidinger (1795–1871)
- Arthur Francis Hallimond (1890–1968)
- Johann Friedrich Ludwig Hausmann (1782–1859)
- René Just Haüy (1743–1822)
- Frank Hawthorne (en) (1946–)
- Eberhardt William Heinrich (1918–1991)
- Robert Herzenberg (1885–1955)
- Max Hutchinson Hey (1904–1984)
- Carl Hintze (1851–1916)
- Donald D. Hogarth
- Warren D. Huff (en) (1937–)
- Alexander von Humboldt (1769–1859)
- Colin Osborne Hutton (1910–1971)

## J
- Charles Thomas Jackson (1805–1880)
- Raoul Jagnaux
- John L. Jambor
- Amílcar Mário de Jesus (1895–1960)

## K
- Anthony R. Kampf
- Yu. L. Kapustin (1933–2002)
- Alexandre Karpinsky (1846–1936)
- Pavel M. Kartashov
- Sven Karup-Møller
- Akira Kato
- Gustav Adolph Kenngott (en) (1818–1897)
- Alexander P. Khomyakov
- Franz Waldemar Kirchheimer (1911–)
- Carl Klein (1842-1907)
- Franz Ritter von Kobell (1803–1882)
- Jean-Baptiste Komarzewski (1744–1810)
- Alexander A. Kukharenko (1914–1993)
- George Frederick Kunz (1856–1932)
- Nikolai Semenovich Kurnakov (en) (1860–1941)

## L
- Alfred Lacroix (1863–1948)
- Jean Honoré Robert de Paul de Lamanon (1752–1787)
- François Pierre Nicolas Gillet de Laumont (1747–1834)
- Bernard E. Leake
- Auguste Michel Lévy (1844–1911)
- Li Shizhen (1518–1593)
- Carl von Linné (1707–1778)

## M
- Joseph A. Mandarino (1929–2007)
- Robert F. Martin
- John Mawe (1764–1829)
- Andy M. McDonald
- Vyacheslav Gavrilovich Melkov (1911–)
- Stefano Merlino
- Yves Moëlo
- Anna Missuna (1868–1922)
- Friedrich Mohs (1773–1839)
- Jules Moreau (1931–2015)
- Annibale Mottana (1940–)
- Louis Moyd
- George H. Myer

## N
- Monte C. Nichols
- Ernest Henry Nickel (en) (1925–2009)
- Anthony Nikischer
- Radim Nováček (1905–1942)
- Novalis [Georg Philipp Friedrich Freiherr von Hardenberg] (1772–1801)
- George Lorenzo Noyes (en) (1863–1945)
- Per Nysten

## P
- Charles Palache (en) (1869–1954)
- Arthur Leonard Parsons (1873–1957)
- Maurice Oswald Peeters (1945–)
- Igor Pekov
- Carlo Perrier (1886–1948)
- Ole V. Petersen
- William Phillips (1775–1829)
- Paul Piret (1932–1999)
- Louis Valentine Pirsson (1860–1919)
- Félix Pisani (1831–1920)
- Pline l'Ancien (23 AD–79 AD)
- Vladislav Olegovich Polyakov (1950–1993)
- Frederick Harvey Pough
- Jean Protas (1932–2007)

## R
- Paul Ramdohr (1890–1985)
- Karl Friedrich August Rammelsberg (1813–1899)
- Lewis Stephen Ramsdell (1895–1975)
- Andy C. Roberts
- Willard Lincoln Roberts (1923–1987)
- George W. Robinson
- Gustav Rose (1798–1873)
- George R. Rossman (en) (1944–)

## S
- Ann P. Sabina
- Achille Salée (1883–1932)
- Frank Sanborn
- Waldemar T. Schaller
- Eduardo Schmitter Villada (1904–1982)
- Alfred Schoep (1881–1966)
- Albrecht Schrauf (1837–1897)
- John C. Schumacher
- Quintino Sella (1827–1884)
- Henri Hureau de Senarmont (1808–1862)
- Shen Kuo (1031–1095)
- Maxwell Naylor Short (1889–1952)
- Benjamin Silliman (1779–1864)
- Herbert Smith (en) (1872–1953)
- Vicente de Souza Brandão (1863–1916)
- Vladimír Šrein (1953–)
- Harold Robert Steacy (en) (1923–)
- Karl Hugo Strunz (1910–2006)
- Eugen Friedrich Stumpfl
- B. Darko Sturman
- Su Song (1020–1101)

## T
- Mahmud Tarkian (1941–)
- Christel Tennyson (1925–2010)
- Thomas Thomson (1773–1852)
- Pierre-François Tingry (1743–1821)
- Gustav Tschermak von Seysenegg (1836–1927)
- Rudy Warren Tschernich (1945–)
- Ian M. Threadgold (1929–)

## U
- Teiichi Ueno
- Johann Christoph Ullmann (1771–1821) - Voir Ullmannite

## V
- Charles-Louis de la Vallée Poussin (1827–1903)
- Maurice Van Meerssche (1923–1990)
- Luc Vandenberghe (1947-)
- Adrien Vandendriessche (1914–1940)
- Jerry van Velthuizen (1950–2002)
- Renaud Vochten (1933–2012)

## W
- Friedrich Walchner (1799–1865)
- Kurt Walenta (1927–)
- John Walker (1731–1803)
- Frédéric Wallerant (1858–1936)

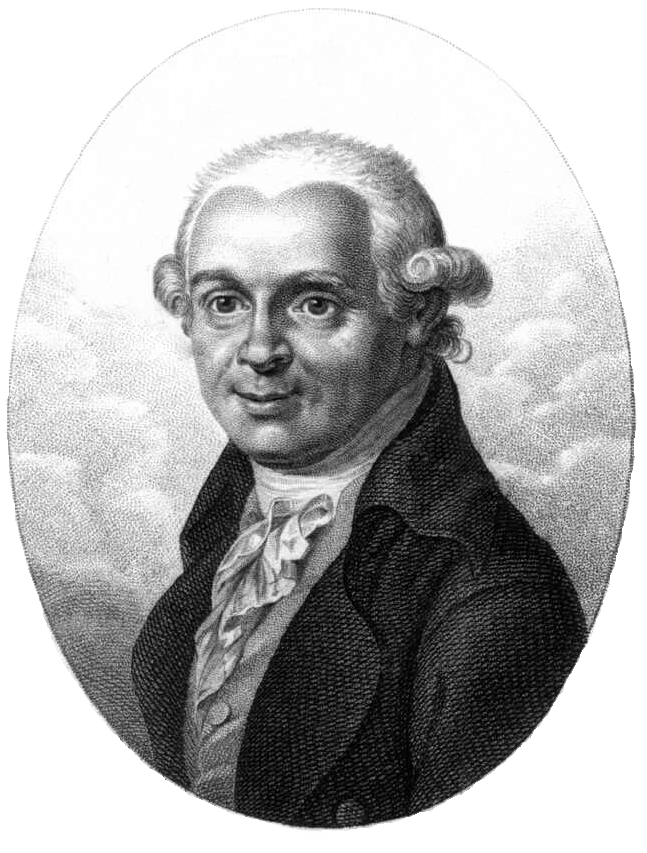
Abraham Gottlob Werner

- Johan Gottschalk Wallerius (1709–1785)
- Wolfgang Sartorius von Waltershausen (1809–1876)
- Bertram Eugene Warren (1902–1991)
- Léopold van Wambeke
- Martin Websky (1824–1886)
- Alice Mary Dowse Weeks (1909–1988)
- Ernst Weinschenk (1865–1921)
- Christian Ernst Weiss (1833–1890)
- Christian Samuel Weiss (1780–1856)
- Abraham Gottlob Werner (1750–1817)
- Carl Ernst Arthur Wichmann (1851–1927)
- Johann Friedrich Wilhelm Widenmann (1764–1798)
- William Hyde Wollaston (1766–1828)
- Bernard John Wood (born 19??)
- Peter Woulfe (1727–1803)
- Frederick Eugene Wright (1877–1953)
- Franz Xavier Freiherr von Wulfen (1728–1805)
- Ernst Anton Wülfing (1860–1930)
- Jean Wyart (1902–1992)
- Peter John Wyllie (1930–)

## Z
- Franz Xaver Zippe (1791–1863)
- Gustav Zeuner (1828–1907)
- Ferdinand Zirkel (1838–1912)
- Tibor Zoltai (1926–2003)